# Michiya Mihashi
Michiya Mihashi (三橋美智也 Mihashi Michiya, 10 de novembro de 1930 - 8 de janeiro de 1996) foi um cantor do Japão.